# 漢魏六朝百三家集
《漢魏六朝百三家集》是一本詩文總集，明代張溥編。
書共118卷，收錄自漢賈誼至隋薛道衡共103家的詩文，大致以一人為單位編成一集。此書是以張燮《七十二家集》為基礎、梅鼎祚《文紀》系列為輔，編撰而成，每卷先列賦，再列文，後列詩，再列作者生平。
每集卷首各有题辞，時有精彩之評價，但此書亦有粗疏之處，《四庫全書總目》說：“此編則元元本本，足資檢核”，但也列舉書中的錯誤和不當。

## 全作者
- 西漢：賈誼、司馬相如、董仲舒、東方朔、褚少孫、王褒、劉向、揚雄、劉歆
- 東漢：馮衍、班固、崔駰、張衡、李尤、馬融、荀悅、蔡邕、王逸、孔融、諸葛亮【蜀漢】
- 曹魏：魏武帝、魏文帝、曹植、陳琳、王粲、阮瑀、劉楨、應瑒、應璩、阮籍、嵇康、鍾會
- 晉朝：杜預、荀勖、傅玄、張華、孫楚、摯虞、束皙、夏侯湛、潘岳、傅咸、潘尼、陸機、陸雲、成公綏、張載、張協、劉琨、郭璞、王羲之、王獻之、孫綽、陶淵明
- 劉宋：何承天、傅亮、謝靈運、顏延之、鮑照、袁淑、謝惠連、謝莊
- 南齊：蕭子良、王儉、王融、謝朓、張融、孔稚珪
- 蕭梁：梁武帝、蕭統、梁簡文帝、梁元帝、江淹、沈約、陶弘景、丘遲、任昉、王僧孺、陸倕、劉孝標、王筠、劉孝綽、劉潛、劉孝威、庾肩吾、何遜、吳均
- 南陳：陳後主、徐陵、沈炯、江總、張正見
- 北魏：高允、溫子昇
- 北齊：邢邵、魏收
- 北周：庾信、王褒
- 隋朝：隋煬帝、盧思道、李德林、牛弘、薛道衡